# 鳴門教育大学の人物一覧
鳴門教育大学の人物一覧は、鳴門教育大学に関係する人物の一覧記事。

## 歴代学長
| 代   | 氏名     | 就任年        | 退任年        |
| ---- | -------- | ------------- | ------------- |
| 初代 | 前田嘉明 | 1981年10月1日 | 1988年3月31日 |
| 2    | 今堀宏三 | 1988年4月1日  | 1992年3月31日 |
| 3    | 野地潤家 | 1992年4月1日  | 1998年3月31日 |
| 4    | 溝上泰   | 1998年4月1日  | 2004年3月31日 |
| 5    | 高橋啓   | 2004年4月1日  | 2010年3月31日 |
| 6    | 田中雄三 | 2010年4月1日  | 2016年3月31日 |
| 7    | 山下一夫 | 2016年4月1日  |               |

## 教職員

### 現教職員
学校教育学部
- 頃安利秀 - 声楽家
- 松岡貴史 - 作曲家

### 元教職員
- 石井永子 - ピアニスト、鳴門教育大学名誉教授
- 斉藤晴男 - 物理学者、元副学長、元四国大学学長
- 田村一郎 - 哲学者、鳴門教育大学名誉教授
- 福岡登 - 物理学者、元副学長、四国大学学長
- 藤原康晴 - 工学者、元副学長、放送大学教授
- 石川義之 - 社会学者
- 井上和臣 - 医学者
- 木村捨雄 - 教育学者、名城大学元教授
- 草下實 - 声楽家

- 三宮真智子 - 心理学者、教育学者
- 脇田晴子 - 歴史学者、滋賀県立大学名誉教授

## 出身者

### 政治経済
- 山崎正恭 - 衆議院議員、元高知県議会議員、大学院修了
- 松崎晃治 - 小浜市長、大学院修了

### 研究者・学者

#### 教育学者
- 上田久利 - 彫刻家、岡山大学教授、学校教育研究科修了。
- 竹森元彦 - 香川大学准教授、学校教育研究科修了。
- 露口健司 - 九州共立大学准教授、学校教育学部卒業。
- 橋尾直和 - 高知女子大学教授、ハワイ大学イースト・ウェストセンター客員研究員、学校教育専攻修了。
- 三尾忠男 - 早稲田大学教授、学校教育専攻修了。
- 島治伸 - 徳島文理大学教授、学校教育研究科修了。

#### 社会学者
- 近藤孝造 - 学校法人城南学園理事長、学校教育研究科社会科修了。

#### 言語学者
- 田口純 - 筑紫女学園大学教授、学校教育研究科修了。

#### 心理学者
- 安田一之 - 大阪学院大学准教授、学校教育専攻修了。

### アナウンサー
- 金山明子 - 元四国放送アナウンサー、学校教育学部卒業。
- 森本真司 - 四国放送アナウンサー、学校教育学部卒業。

### ミュージシャン
- 四星球
  - 北島康雄 - ボーカル、学校教育学部卒業。
  - U太 - ベース、学校教育学部卒業。
  - まさやん - ギター、学校教育学部卒業。
- チャットモンチー
  - 高橋久美子 - ドラマー、学校教育学部卒業。
  - 福岡晃子 - ベーシスト、学校教育学部卒業。

### 画家
- 青木成実 - 画家、ファッションモデル、学校教育学部卒業、大学院芸術系（美術）コース修了。

### お笑い芸人
- かんちゃま - オフィス北野所属のお笑い芸人、学校教育学部中退。

### 漫画家
- 津々巳あや - 美術科卒業。